# Vincenzo Maria Farano
Vincenzo Maria Farano (Trani, Itália, 21 de julho de 1921 — Itália, 17 de janeiro de 2008) foi um prelado italiano da Igreja Católica que trabalhou no serviço diplomático da Santa Sé e serviu como Núncio Apostólico na Indonésia e no Equador antes de passar mais de uma década como Arcebispo de Gaeta.

## Biografia
Vincenzo Maria Farano nasceu em 21 de julho de 1921 em Trani, Itália. Foi ordenado sacerdote em 3 de junho de 1944.
Em 1952, ingressou na Pontifícia Academia Eclesiástica para se preparar para a carreira diplomática.
Em 8 de agosto de 1973, o Papa Paulo VI o nomeou arcebispo titular de Cluentum e pró-núncio apostólico na Indonésia. Ele recebeu sua consagração episcopal em 30 de setembro de 1973 do Cardeal Jean-Marie Villot.
Em 25 de agosto de 1979, o Papa João Paulo II o nomeou Núncio Apostólico no Equador.
Em 14 de agosto de 1986, João Paulo II o nomeou Arcebispo de Gaeta.
O papa aceitou a sua renúncia por idade em 12 de fevereiro de 1997.
Ele morreu em sua casa em Gianola em 17 de janeiro de 2008, pouco depois de receber alta do hospital.